# Mine de Tolagnaro
La mine de Tolagnaro (ou mine de Mandena) est une mine à ciel ouvert de titane à partir d'un gisement d'ilmenite, située à Tôlagnaro (Fort Dauphin) à Madagascar.

## Histoire
Après environ 20 ans d'exploration, de négociations et de travaux préliminaires, la société a commencé à produire dans la mine de Tolagnaro un minerai de dioxyde de titane, l'ilménite
Le projet a obtenu en 2001 son permis environnemental pour le secteur Mandena, la première phase du projet dont les travaux ont débuté en 2005. La capacité initiale devrait atteindre 750 000 tonnes par an, et les phases futures de développement pourraient étendre la capacité à 2 000 000 tonnes par an.
QIT Madagascar Minerals (QMM) est propriété à 80 % de Rio Tinto, qui exploite la mine, et à 20 % de l'État malgache. Cela a permis la construction de voies d'accès du nouveau port d'Ehoala en eau profonde ouvert en 2009 à 10 km au sud-ouest de la ville. En 2023, elle à 2 000 salariés (11 000 emplois induits).